# Langeland (općina)
Langeland je općina u danskoj regiji Južna Danska.

## Zemljopis
Općina se nalazi na istoimenom otoku Langelandu, prositire se na 291,21 km2.

## Stanovništvo
Prema podacima o broju stanovnika iz 2010. godine općina je imala 13.510 stanovnika, dok je prosječna gustoća naseljenosti 46,39 stan/km2. Središte općine je grad Rudkøbing.

### Naselja
| Veća naselja u općini |            |                    |
| Br.                   | Naselje    | Stanovnika (2010.) |
| 1                     | Rudkøbing  | 4.641              |
| 2                     | Tullebølle | 824                |
| 3                     | Humble     | 645                |
| 4                     | Lohals     | 541                |
| 5                     | Bagenkop   | 535                |
| 6                     | Lindelse   | 359                |
| 7                     | Snøde      | 346                |
| 8                     | Spodsbjerg | 210                |

## Vanjske poveznice
- Službena stranica općine